# Océan Indien durant la Seconde Guerre mondiale
Théâtre d'Asie du Sud-Est de la Guerre du Pacifique
Batailles
- Action du 27 février 1941
- Action du 8 mai 1941
- Bataille entre le Sydney et le Kormoran
- Raids japonais de 1942
- Occupation japonaise des îles Andaman
- (Massacre de Homfreyganj)
- Bataille de l'île Christmas
- Raid sur Ceylan (Raid du dimanche de Pâques)
- Mutinerie des îles Cocos
- Bataille de Madagascar
- Ralliement de La Réunion
- Opération Creek
- Groupe Monsun
- Action du 13 novembre 1943
- Action du 11 janvier 1944
- Action du 14 février 1944
- Raid japonais de 1944
- Action du 17 juillet 1944

- 1940
- 1941
- 1942
- 1943
- 1944
- 1945

Japon :
- Raid de Doolittle
- Bombardements stratégiques sur le Japon (Tokyo
- Yokosuka
- Kure
- Hiroshima et Nagasaki)
- Raids aériens japonais des îles Mariannes
- Campagne des archipels Ogasawara et Ryūkyū
- Opération Famine
- Bombardements navals alliés sur le Japon
- Baie de Sagami
- Invasion de Sakhaline
- Invasion des îles Kouriles
- Opération Downfall
- Reddition du Japon

Pacifique central :
- Pearl Harbor
- Guam (1941)
- Wake
- Raid sur les îles Gilbert et Marshall
- Opération K
- Midway
- Opération RY
- Campagne des îles Gilbert et Marshall
- Campagne des îles Mariannes et Palaos
- Campagne des archipels Ogasawara et Ryūkyū
- Opération Inmate

Pacifique du sud-ouest :
- Nauru
- Invasion des Philippines (1941-42)
- Invasion des Indes orientales néerlandaises
- Opérations de l'Axe dans les eaux australiennes
- Raids aériens japonais sur l'Australie (1942-43)
- Opération Ke
- Campagne des îles Salomon
- Campagne de Nouvelle-Guinée
- Campagne des Philippines
- Campagne de Bornéo (1945)

Asie du sud-est :
- Invasion de l'Indochine (1940)
- Océan Indien (1940-45)
- Guerre franco-thaïlandaise
- Invasion de la Thaïlande
- Campagne de Malaisie
- Hong Kong
- Singapour
- Campagne de Birmanie
- Opération Kita
- Indochine (1945)
- Détroit de Malacca
- Opération Jurist
- Opération Tiderace
- Opération Zipper
- Bombardements stratégiques (1944-45)

Guerre sino-japonaise
Front d'Europe de l’Ouest
Front d'Europe de l’Est
Bataille de l'Atlantique
Campagnes d'Afrique, du Moyen-Orient et de Méditerranée
Théâtre américain
Avant la Seconde Guerre mondiale, l'océan Indien était une route commerciale maritime importante entre les nations européennes et leurs territoires coloniaux en Afrique de l'Est, dans la péninsule arabique, l'Inde britannique, l'Indochine, les Indes orientales néerlandaises (Indonésie) et l'Australie pendant longtemps. La présence navale était dominée par la Royal Navy (Eastern Fleet) et la Royal Australian Navy au début de la Seconde Guerre mondiale, une grande partie de la Marine royale néerlandaise opérant dans les Indes néerlandaises et la flottille de la mer Rouge de la Regia Marina italienne opérant depuis Massaoua en Érythrée.
Les forces navales de l'Axe ont accordé une priorité élevée à la perturbation du commerce allié dans l'océan Indien. Ces mesures antinavires initiales de guerre sous-marine à outrance et avec navires de maraudage incluaient aussi des frappes aériennes par les porte-avions et les raids des croiseurs de la Marine impériale japonaise. Un groupe de U-boot de la Kriegsmarine, appelé Groupe Monsun a opéré depuis l'est de l'océan Indien après que le corridor perse est devenu une importante route d'approvisionnement militaire vers l'Union soviétique.

## Chronologie
- 15 novembre 1939 : Les navires de guerre australiens, britanniques et français commencent à patrouiller dans l'océan Indien lorsque le croiseur lourd allemand Admiral Graf Spee coule le pétrolier Africa Shell au sud de Madagascar.

### 1940

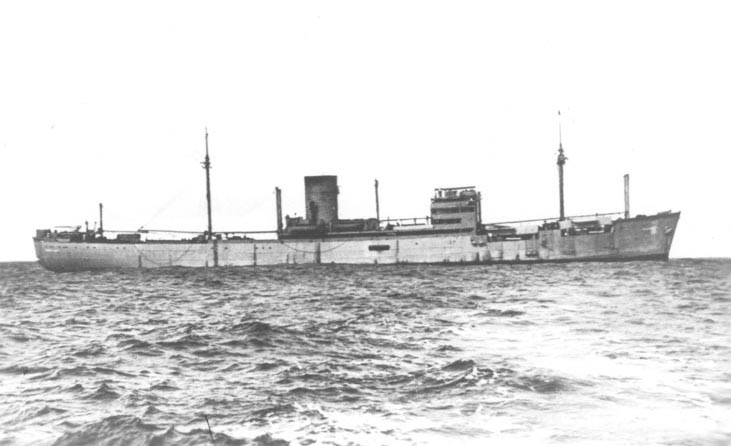
Hilfskreuzer Atlantis

La flottille de la mer Rouge de la Regia Marina basée à Massaoua a fourni un point focal pour l'activité navale de l'océan Indien après la déclaration de guerre italienne le 10 juin 1940 ; bien que les raids des navires marchands de la Kriegsmarine aient exigé la dispersion défensive des croiseurs alliés après mai. Dès le 23 mars 1940, La Royal Navy établit la Malaya Force de croiseurs, destroyers et sous-marins pour arrêter les navires marchands allemands quittant les Indes néerlandaises. Le 11 mai 1940 le premier raider marchand allemand Atlantis pénètre dans l'océan Indien depuis l'Atlantique Sud et le 7 juin 1940 les navires de guerre italiens commencent à lancer des mines au large de Massaoua et d'Assab. Puis le 10 juin 1940, 8 sous-marins italiens entament des patrouilles de guerre dans l'océan Indien depuis Massaoua.

### 1941
Les premiers objectifs étaient la neutralisation et la capture des bases navales africaines de la Regia Marina, suivies des invasions de l'Irak en avril et de l'Iran en août, pour déplacer les gouvernements amis des puissances de l'Axe. Plus tard, les Alliés se sont concentrés sur la destruction des hilfskreuzers de la Kriegsmarine et le déplacement des troupes pour se défendre contre l'expansion japonaise anticipée en Asie du Sud-Est.

### 1942
Les croiseurs sous-marins japonais ont commencé à patrouiller dans l'océan Indien pendant l'Invasion des Indes orientales néerlandaises. À la suite de l'attaque de Pearl Harbor, la 1re flotte aérienne Kidō Butai a attaqué Darwin, en Australie, pour couvrir l'invasion du Timor et a attaqué Ceylan pour couvrir le transport des troupes japonaises à Rangoun. Les pillards de la Kriegsmarine étaient moins capables d'éviter les patrouilles alliées ; mais la bataille de l'Atlantique s'est répandue dans l'océan Indien autour du cap des Aiguilles avec les sous-marins allemands de type IX qui ont commencé à patrouiller sur la côte est de l'Afrique.

-Bataille de Madagascar en 1942, France, Japon, Royaume-Uni.

### 1943
Les patrouilles sous-marines de l'Axe sur les routes commerciales de l'océan Indien ont été élargies avec l'établissement d'une base de Kriegsmarine à Penang, alors que les patrouilles anti-sous-marines alliées devenaient de plus en plus efficaces dans l'Atlantique. Des sous-marins et des avions alliés ont commencé à patrouiller dans le détroit de Malacca et la mer d'Andaman pour intercepter les navires soutenant les forces japonaises en Birmanie.

### 1944
L'utilisation d'informations ultra-intelligentes a accru les interceptions réussies par les sous-marins alliés et réduit les opportunités de réapprovisionnement de l'Axe dans l'océan Indien. La reddition de la Regia Marina et la destruction des cuirassés de la Kriegsmarine ont rendu les porte-avions de la Royal Navy disponibles pour les raids de la mer d'Andaman.

### 1945
La pression des alliés était des opérations amphibies le long de la côte birmane de la mer d'Andaman. Les opérations sous-marines de l'Axe ont été limitées par la pénurie de carburant et les difficultés d'entretien.

## Liste des sous-théâtres et des actions
Australie :
- Opérations de l'Axe dans les eaux australiennes
- Raids aériens japonais sur l'Australie (1942-43)

Empire britannique :
- Mutinerie des îles Cocos

France :
- Ralliement de La Réunion
- Bataille de Madagascar

Allemagne :
- Groupe Monsun

Japon :
- Occupation japonaise des îles Andaman
  - Massacre de Homfreyganj
- Bataille de l'île Christmas
- Raiders japonais dans l'Océan Indien
  - Raid sur Ceylan
- Raid japonais de 1944